# Ludwig Frankmar

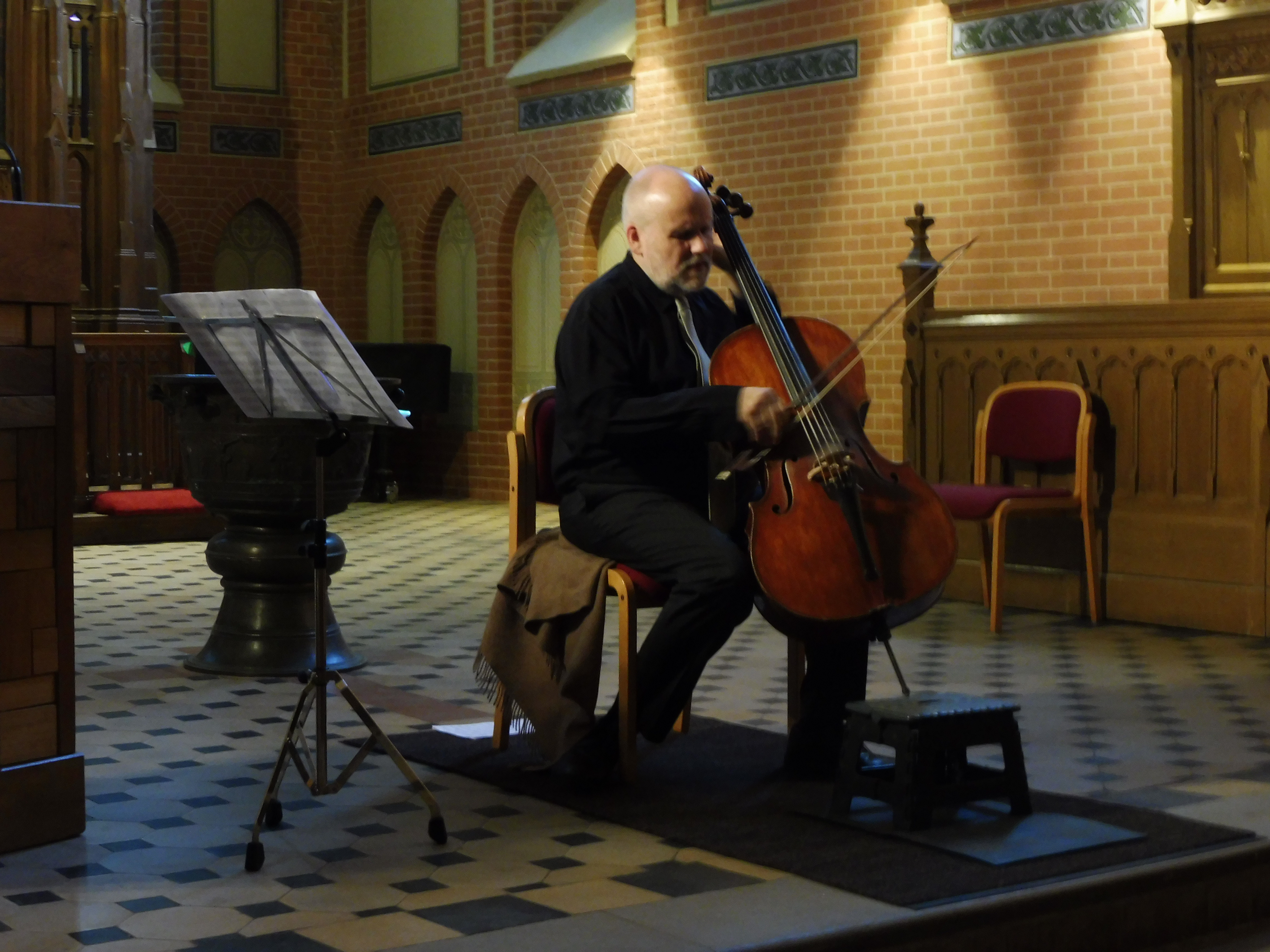
Frankmar während eines Konzerts in der Plauer Marienkirche (2018)

Ludwig Frankmar (* 10. August 1960 in Falun) ist ein schwedischer Barockcellist.

## Leben
Frankmar stammt aus einer schwedischen Familie von Kirchenmusikern. Nachdem er an der Musikhochschule Malmö bei Guido Vecchi studiert hatte, war er Orchestermusiker am Gran Teatre del Liceu in Barcelona und Solist an der Göteborgsoperan. Nach Studien bei Thomas Demenga an der Musik-Akademie der Stadt Basel war er als Solocellist bei der Camerata Bern. 1995 verließ er den Orchesterberuf. Der Neuen Musik zugetan, kam er schließlich durch den Kontakt mit Kirchenmusikern zur Alten Musik und zur Historischen Aufführungspraxis. Er studierte von 1999 bis 2001 Alte Musik am Sweelinck Conservatorium in Amsterdam. Sein fünfsaitiges Barockcello  wurde in Mozarts Geburtsjahr 1756 von Louis Guersan in Paris gebaut. Sein Repertoire reicht von Musik der Renaissance bis hin zur Frühklassik. Die Ähnlichkeit zwischen einem fünfsaitigen Barockcello und einer Viola da Gamba erlaubt ihm zusätzlich Werke der Gambenliteratur vorzutragen, unter anderem von Diego Ortiz, Marin Marais und Carl Philipp Emanuel Bach. Er arbeitet auch mit anderen Barockmusikern zusammen und konzertiert mehrmals wöchentlich in ganz Deutschland, vor allem in Kirchen. Er lebt in Berlin und ist seit 2017 Mitglied des Ensembles der Dietrich-Bonhoeffer-Gemeinde in Berlin-Lankwitz. Er ist verheiratet und konzertiert mit der Kirchenmusikerin und Sängerin Jana Czekanowski-Frankmar.